# Matt King (acteur)
Pour les articles homonymes, voir Matt King.
Matt King, né le 31 janvier 1968 à Watford, est un acteur et scénariste britannique.

## Biographie
Né en Angleterre, il passe 15 ans en Australie où il travaille d'abord comme chef cuisinier avant de se consacrer au stand-up. Il revient au Royaume-Uni et devient célèbre avec son personnage de Super Hans dans le sitcom Peep Show pour lequel il a été nommé en 2007 au prix du meilleur acteur dans une série comique au Festival de télévision de Monte-Carlo.

## Filmographie

### Cinéma
- 2008 : RocknRolla : Cookie
- 2008 : Bronson : Paul Daniels
- 2008 : Cœur d'encre : Cockerell
- 2009 : Malice in Wonderland : Gonzo
- 2010 : We Want Sex Equality : Trevor Innes
- 2010 : London Boulevard : Fletcher
- 2014 : Paddington : André

### Télévision
- 2000 - 2001 : Something in the Air (série télévisée, 14 épisodes) : Rollo le chauffeur
- 2003 - 2015 : Peep Show (série télévisée, 36 épisodes) : Super Hans
- 2007 : Doctor Who (saison 3, épisode 2) : Peter Streete
- 2007 : Jekyll (mini-série) : Freeman
- 2007 : The Bill (saison 23, épisode 80) : Greg Peters
- 2009 : Skins (saison 3, épisode 10) : Cook senior
- 2010 - 2011 : Spirited (série télévisée, 18 épisodes) : Henry Mallet
- 2012 - 2013 : Starlings (série TV, 12 épisodes) : Loz
- 2013 : The IT Crowd (saison 5, épisode 1) : Raymond Peterfellow
- 2017 : The End of the F***ing World (saison 1, épisode 5) : DC Eddie Onslow
- 2024 : Bandits, bandits : De Plume